# Arrigo Dreoni
Arrigo Dreoni (Borgo San Lorenzo, 1911 – 17 novembre 1987) è stato un pittore italiano.
Dal 1926 frequenta l'Istituto d'Arte di Porta Romana a Firenze, diplomandosi come Maestro d'Arte nel 1932. Quindi, si specializza in pittura decorativa murale e inizia a collaborare con i più importanti maestri di affresco allora operanti.

Dal 1935 collabora con Ottone Rosai per la realizzazione dei pannelli della stazione Santa Maria Novella di Firenze. Dipinge, tra il 1934 e il 1938, numerosi affreschi in luoghi pubblici di diversi comuni della Toscana. Nel 1937 si trasferisce a Firenze, si sposa e trasferisce il suo studio in viale Milton. Comincia a frequentare il caffè delle “Giubbe rosse”, dove diviene amico di Eugenio Montale. È aiuto scenografo del Prof. Donatello Bianchini per il Maggio Musicale Fiorentino e collabora con Giovanni Colacicchi per la pittura muraria nella Scuola dell'Aeronautica di Firenze.

Nei primi anni quaranta nascono le sue due figlie. Dal 1942 comincia ad esporre in mostre personali in tutta Italia.

Negli anni cinquanta Dreoni comincia a viaggiare e i suoi dipinti si arricchiscono quindi di nuovi soggetti. A partire dagli anni sessanta è molto attivo nella vita culturale di Firenze, sia attraverso l'Accademia di Belle Arti, sia come socio ri-fondatore della rinascimentale Compagnia del Paiolo. Espone in mostre collettive e personali sia in Italia che all'estero. Continua a insegnare fino all'età di settant'anni e a dipingere fino al 1984. Nel 1981 gli viene richiesto un autoritratto per la Galleria degli Uffizi.
| Controllo di autorità | VIAF (EN) 28798379 · ISNI (EN) 0000 0001 1489 2829 · LCCN (EN) n96074554 · GND (DE) 119400154 |